# 希望の道
「希望の道」（きぼうのみち）は、2011年2月23日にサンボマスターがリリースした16枚目のシングル。

## 概要
フジテレビ系「ドラマチック・サンデー」枠ドラマ『スクール!!』主題歌。2011年1月16日放送『スクール!!〜special lesson〜』では、ドラマに出演した子供たちがメンバーの前で実際に歌い披露。8年間所属したMASTERSIX FOUNDATIONからの最後のシングル。

## 収録曲
| 全作詞・作曲: 山口隆。 |                                                                               |        |            |      |
| #                      | タイトル                                                                      | 作詞   | 作曲・編曲 | 時間 |
| 1.                     | 「希望の道」                                                                  | 山口隆 | 山口隆     | 4:31 |
| 2.                     | 「イントロ（アコースティックスタジオライブ at アバコ301）」                   | 山口隆 | 山口隆     | 0:34 |
| 3.                     | 「歌声よおこれ（アコースティックスタジオライブ at アバコ301）」               | 山口隆 | 山口隆     | 5:49 |
| 4.                     | 「月に咲く花のようになるの（アコースティックスタジオライブ at アバコ301）」   | 山口隆 | 山口隆     | 3:54 |
| 5.                     | 「MC（アコースティックスタジオライブ at アバコ301）」                         | 山口隆 | 山口隆     | 1:25 |
| 6.                     | 「ベイビー優しい夜が来て（アコースティックスタジオライブ at アバコ301）」     | 山口隆 | 山口隆     | 4:22 |
| 7.                     | 「さよならベイビー（アコースティックスタジオライブ at アバコ301）」           | 山口隆 | 山口隆     | 4:19 |
| 8.                     | 「世界はそれを愛と呼ぶんだぜ（アコースティックスタジオライブ at アバコ301）」 | 山口隆 | 山口隆     | 5:34 |
| 9.                     | 「MC（アコースティックスタジオライブ at アバコ301）」                         | 山口隆 | 山口隆     | 1:04 |
| 10.                    | 「美しき人間の日々（アコースティックスタジオライブ at アバコ301）」           | 山口隆 | 山口隆     | 5:38 |
| 11.                    | 「アウトロ（アコースティックスタジオライブ at アバコ301）」                   | 山口隆 | 山口隆     | 1:11 |
| 合計時間:              | 合計時間:                                                                     | 38:21  |            |      |